# 费夫拉利斯克
费夫拉利斯克（羅馬化：Fevralʹsk）是俄罗斯阿穆尔州的市级镇，属谢列姆金斯克区，位于结雅河流域内谢列姆贾河及其支流贝萨河间。
该地2021年有人口4,500人；2010年人口5,128；2002年人口4,690；1989年人口8,816。